# 甘肃省天水市中级人民法院
甘肃省天水市中级人民法院是中华人民共和国甘肃省天水市的中级人民法院。

## 沿革
该院成立于1951年1月1日，前身为甘肃省人民法院天水分院、甘肃省天水地区中级人民法院，1985年7月8日随天水地区撤销、地级天水市成立而改为甘肃省天水市中级人民法院。

## 机构设置

### 审判机构
- 立案庭
- 刑事审判第一庭
- 刑事审判第二庭
- 民事审判第一庭
- 民事审判第二庭
- 民事审判第三庭
- 行政审判庭
- 审判监督庭
- 审判管理办公室
- 执行局

### 其他机构
- 办公室
- 政治部
- 研究室
- 信访室
- 司法行政装备处
- 司法警察支队
- 法医技术室
- 纪检组（外部派驻）

## 历任领导
| 院长 副院长 | 党组书记 |

## 知名案例
- 《星火》杂志案
- 6·19甘肃天水银行抢劫案
- 李吉顺强奸、猥亵儿童案

## 对应基层人民法院
- 甘肃省天水市秦州区人民法院
- 甘肃省天水市麦积区人民法院
- 甘肃省秦安县人民法院
- 甘肃省武山县人民法院
- 甘肃省甘谷县人民法院
- 甘肃省清水县人民法院
- 甘肃省张家川回族自治县人民法院